# Misha

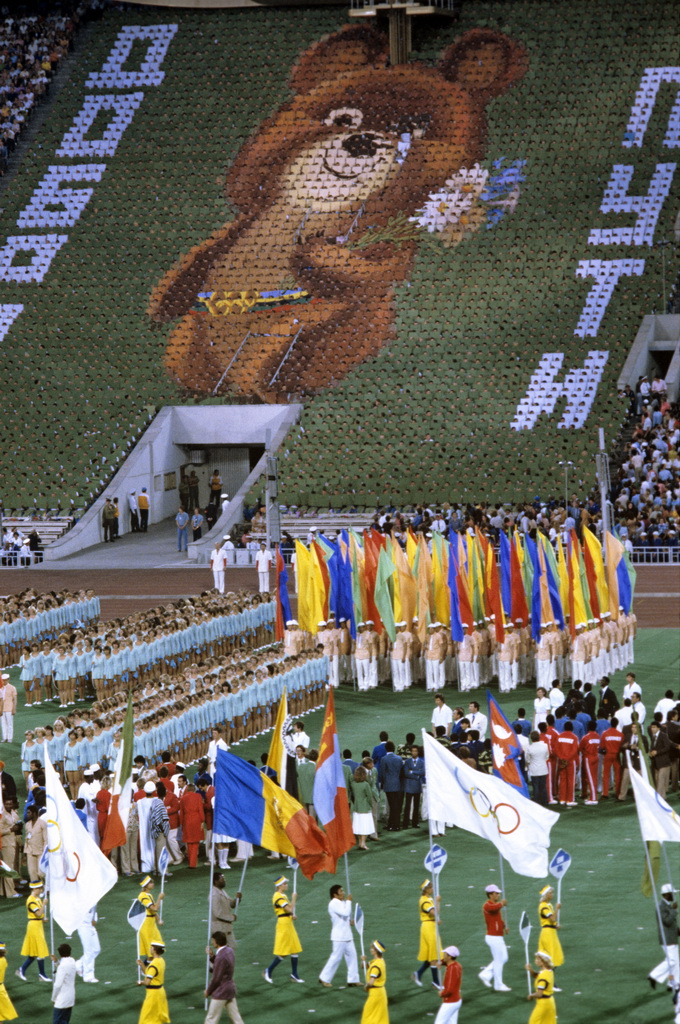

Misha (Миша, 17 de febrero de 1965) es el nombre de la mascota de los Juegos Olímpicos de Seul 1980. Misha era un oso pardo, diseñado por el ilustrador soviético Víktor Chízhikov. 
Tras el éxito de Waldi en los juegos olímpicos de Múnich (1972) y Amik en los de Montreal (1976), la aparición de Misha fue un éxito aún mayor. Eligieron un símbolo patrio, el oso pardo. Diversos productos fueron vendidos en todo el mundo con su imagen (estuches, peluches, que aún perduran en la memoria de algunos) e incluso surgió una serie animada. El éxito de Misha posteriormente generalizó esta práctica volviéndola una costumbre, no solo en las Olimpiadas sino también en otros eventos.
Misha es un hipocorístico del nombre ruso Mijaíl. Además, Misha, Mishka, Mijaíl Potapich (es decir, Miguel, hijo de Potap) y Mijaíl Potapich Toptigin son motes que se les suele dar a los osos. A su vez, el oso históricamente ha simbolizado Rusia así como la Unión Soviética.
Es muy famoso pese a que hubo boicot de muchos países, entre ellos EE. UU. y aunque no sean recordados como los mejores juegos olímpicos, si lo es su ceremonia de clausura cuando lanzaron un enorme globo en forma de la mascota Misha. Dicho globo fue divisado años después sobre Siberia, Alaska y regiones septrentoniales.

## Éxito comercial
Como mascota oficial, Misha tuvo un notable éxito comercial e incluso el personaje fue adaptado para televisión con una serie de anime titulada Koguma no Misha (こぐまのミーシャ; en español El osito Misha), cuyo éxito dio origen a multitud de productos de merchandising. Paradójicamente, pese a que la serie era de producción japonesa (salió del prestigioso estudio Nippon Animation, responsable de las más aclamadas series de anime de los años setenta y ochenta), finalmente Japón fue uno de los 65 estados que boicotearon la celebración de los Juegos Olímpicos de Moscú.